# Парана (штат)
Парана́ (порт. Paraná) — штат Бразилії, розміщений у Південному регіоні, межує з Парагваєм і Аргентиною.
Територія штату відділена від провінції Сан-Пауло в 1853, як покарання за підтримку провінцією повстання 1842 року.
Свою назву штат отримав від назви річки Парана, яка протікає на західному кордоні штату.
У штаті найбільша в Бразилії українська діаспора, найбільше сконцентрована у місті Прудентополіс та столиці штату, місті Куритиба. Одне з найстаріших українських поселень — містечко Дорізон. Префектура міста Уніан-да-Віторія в бразильському штаті Парана встановила пам'ятник Тарасу Шевченкові у відреставрованому Українському сквері.

## Демографія
Парана є шостим найгустонаселенішим штатом Бразилії з високим рівнем урбанізації. Опитування Бразильського інституту географії і статистики (IBGE) 2005 року дало наступний розподіл за расами у штаті: білі люди — (73,0 %), pardos (нащадки європейців та індіанців) — (23,3 %), чорні — (2,5 %) та індіанці — (1,2 %).
Населення Парани походить, насамперед, зі Східної Європи, але тут оселилися також німці, португальці та японці.
У муніципалітеті Прудентополіс українська мова визнана офіційною.

## Мезорегіони
Штат розділений на декілька адміністративно-статистичних мезорегіона:
- Захід штату Парана
- Західно-центральна частина штату Парана
- Південний схід штату Парана
- Південний захід штату Парана
- Південно-центральна частина штату Парана
- Північний захід штату Парана
- Північно-центральна частина штату Парана
- Північ Піунейру-Паранаенсі
- Східно-центральна частина штату Парана

## Галерея

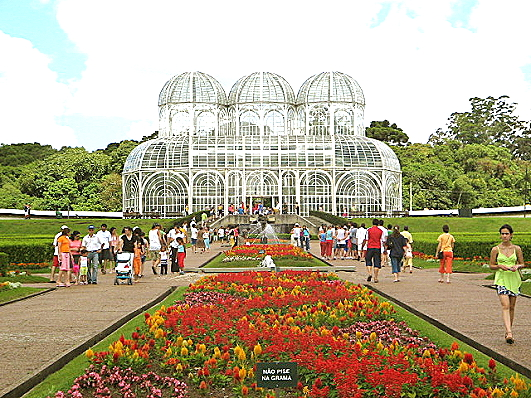
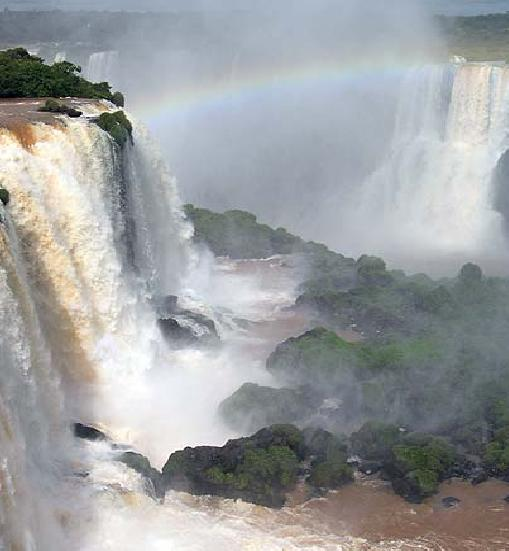
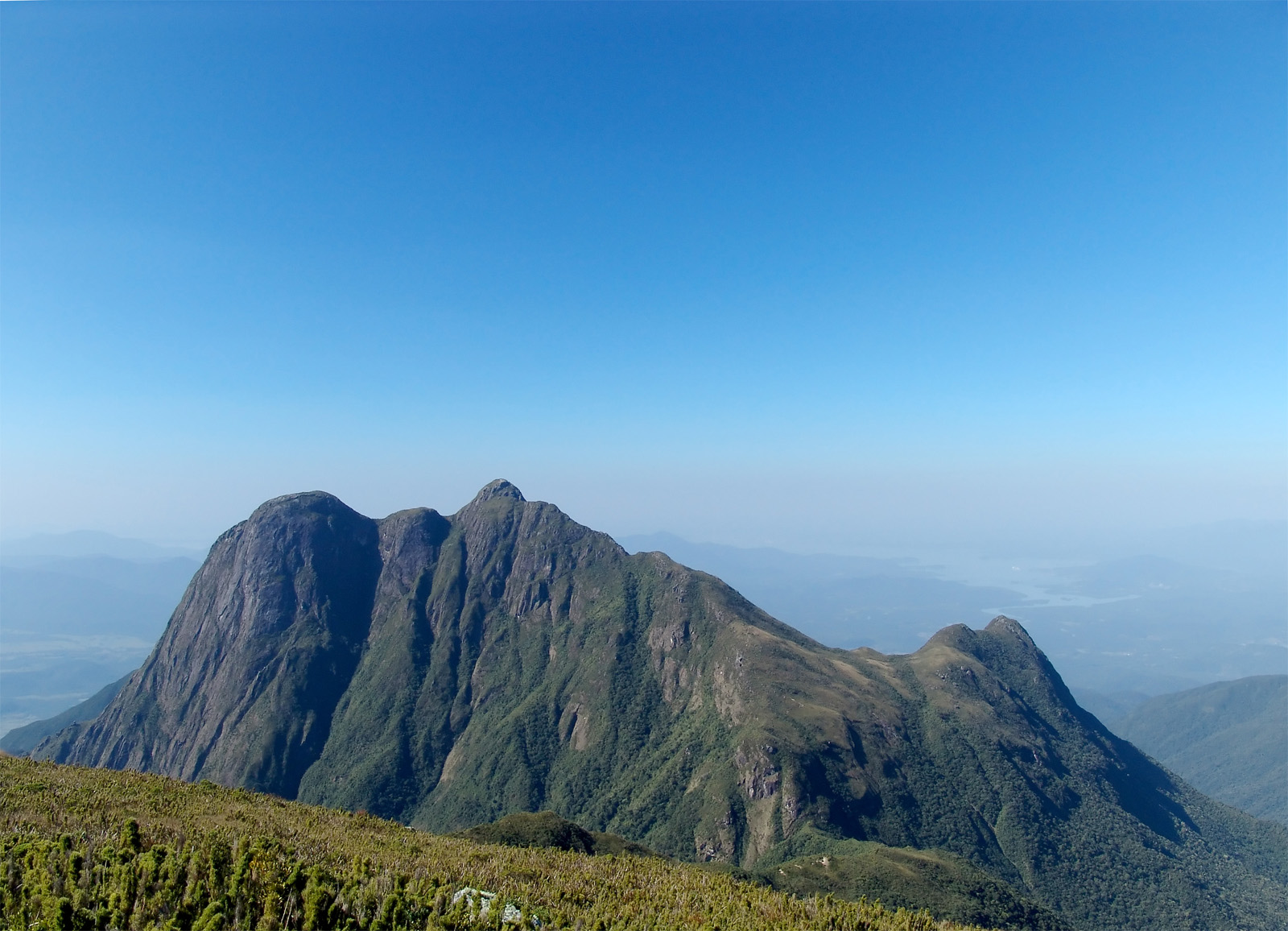
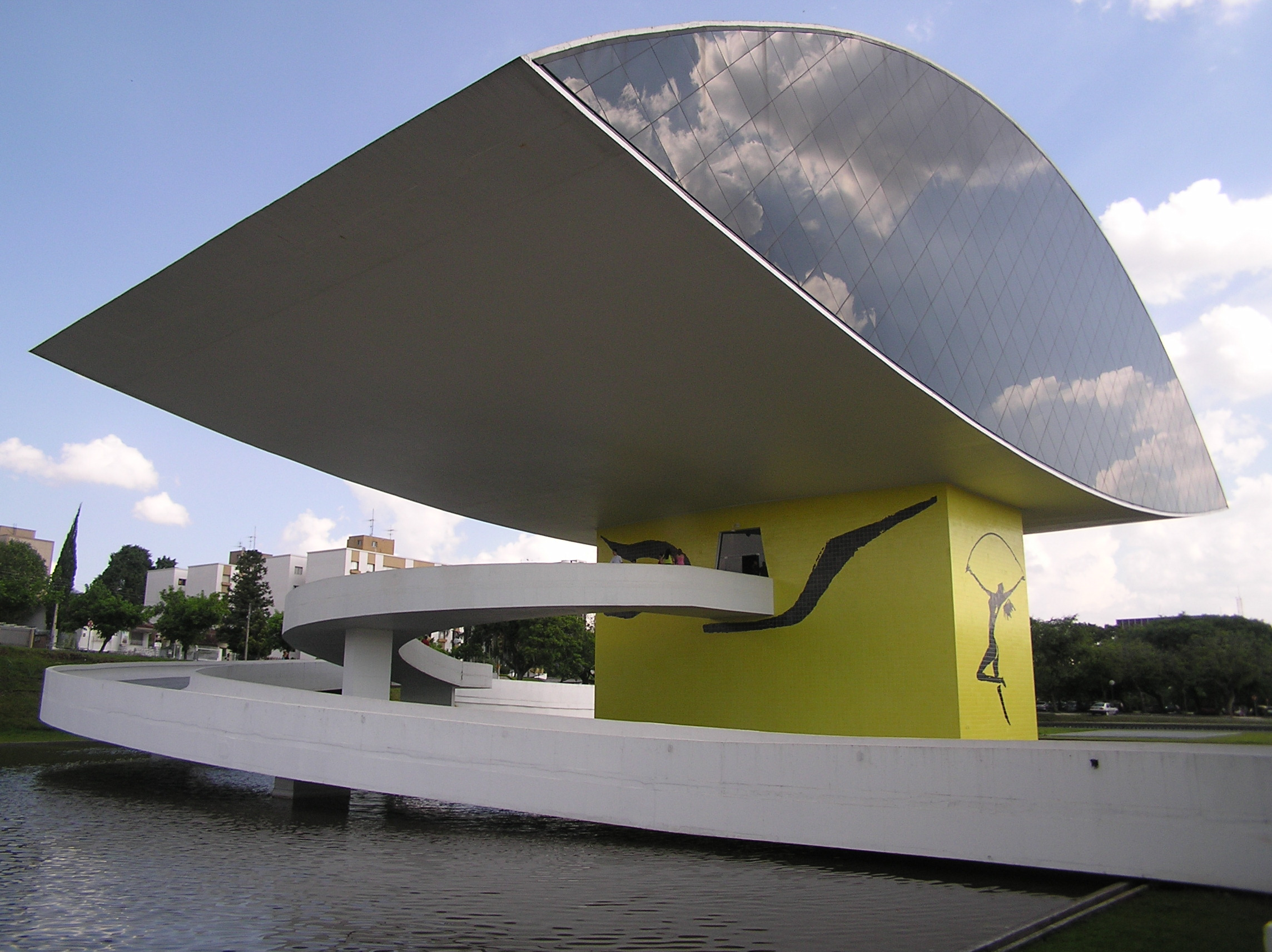
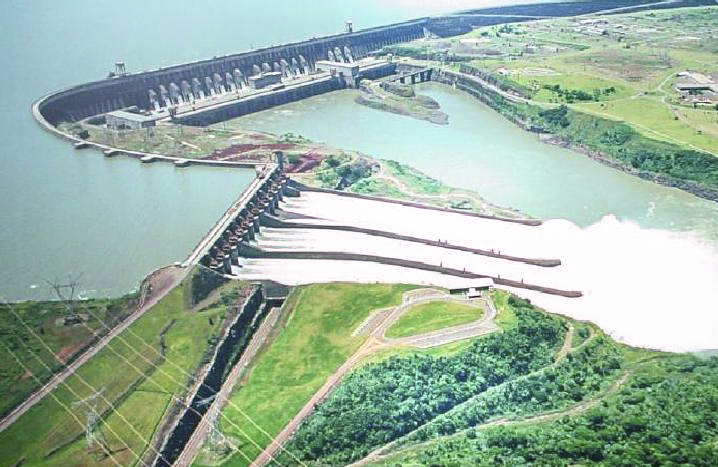
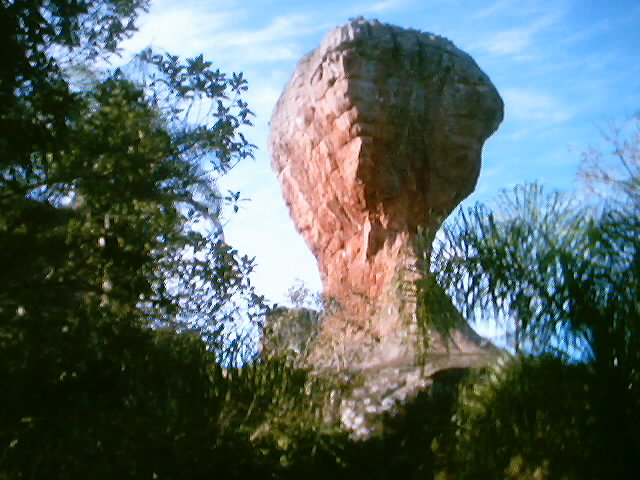
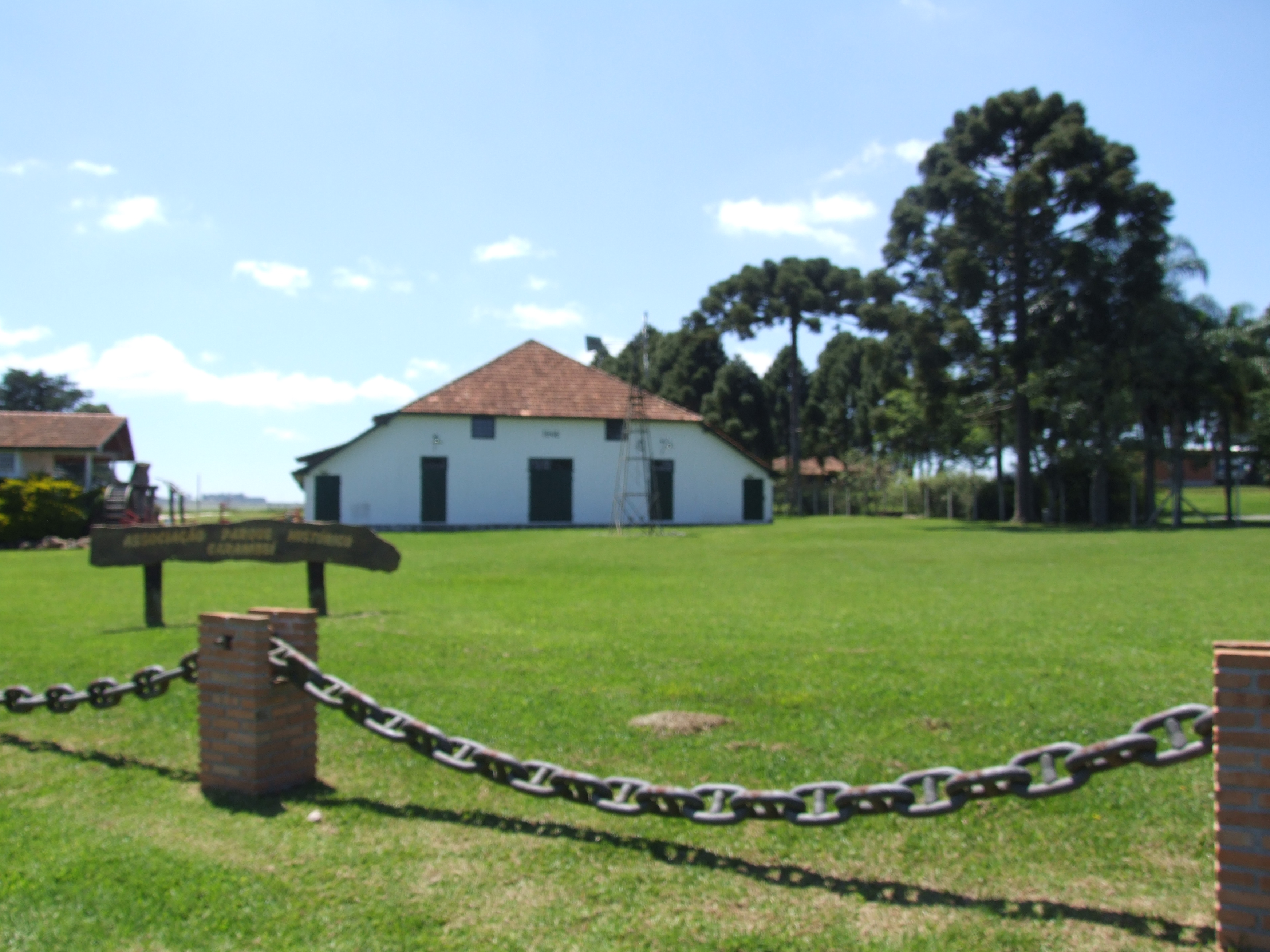
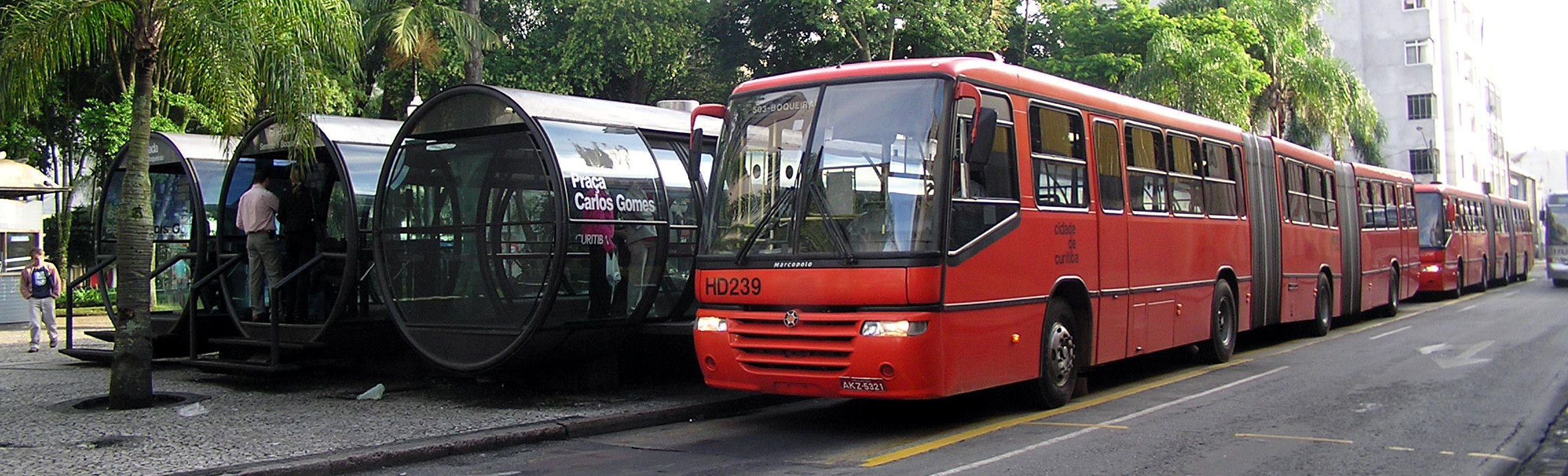
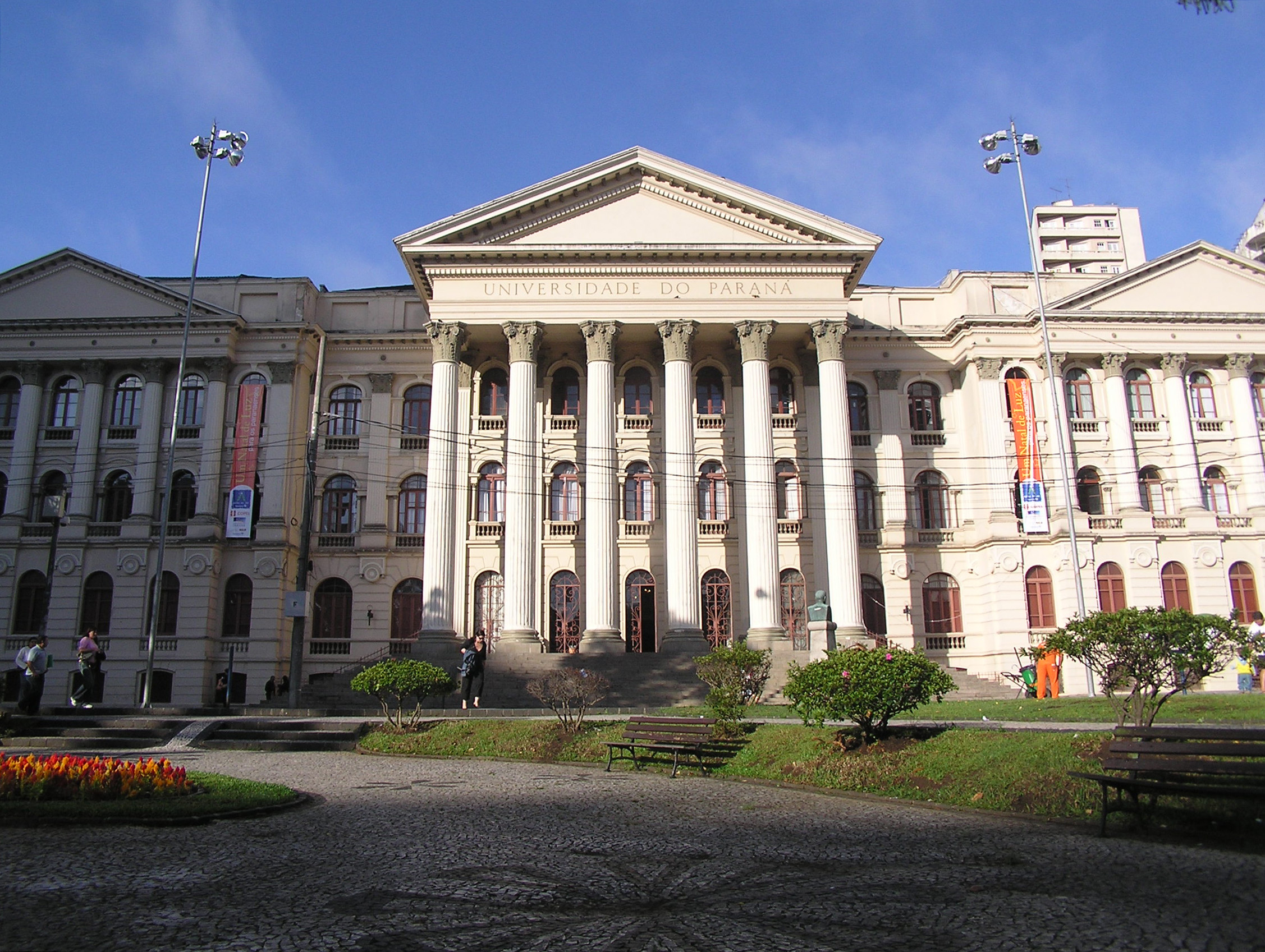
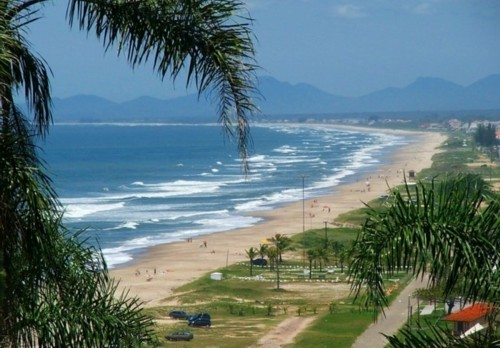
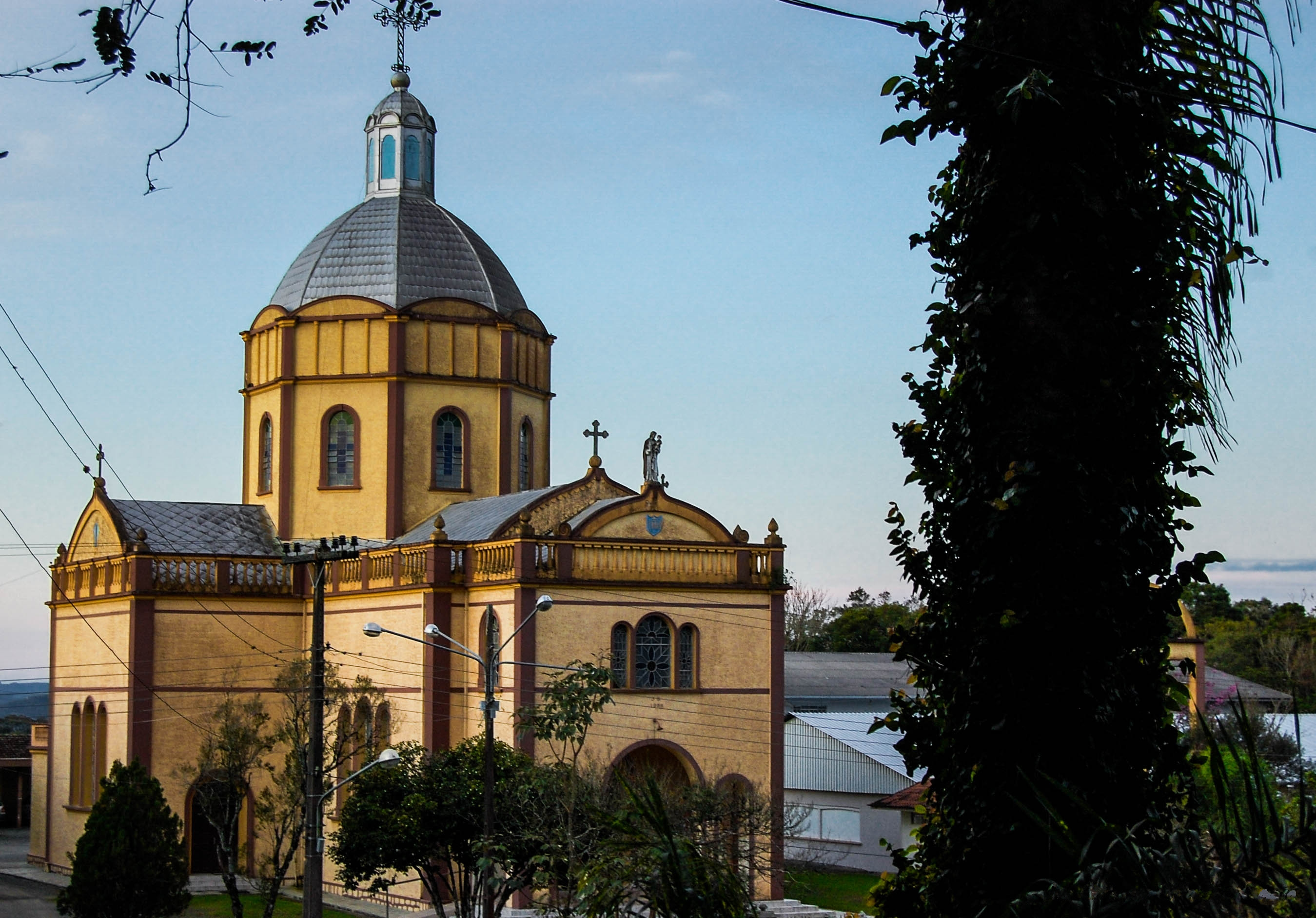
Українська греко-католицька церква в Ітайополісі
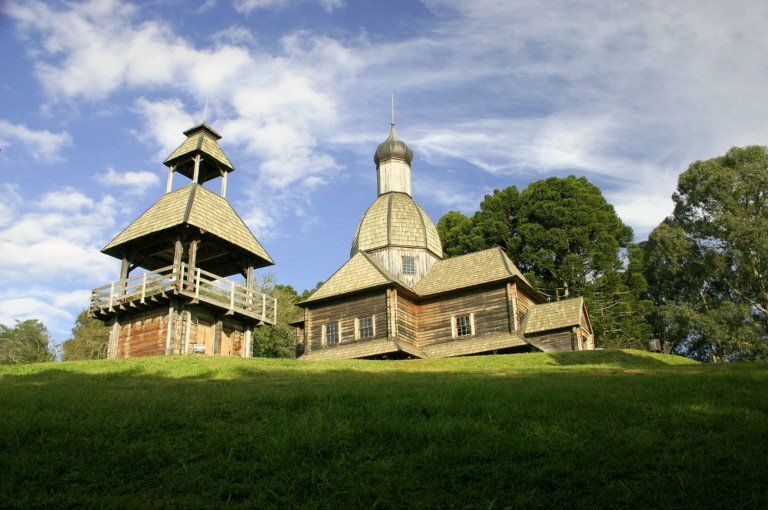
Українська церква в парку Тінгуї, Куритиба
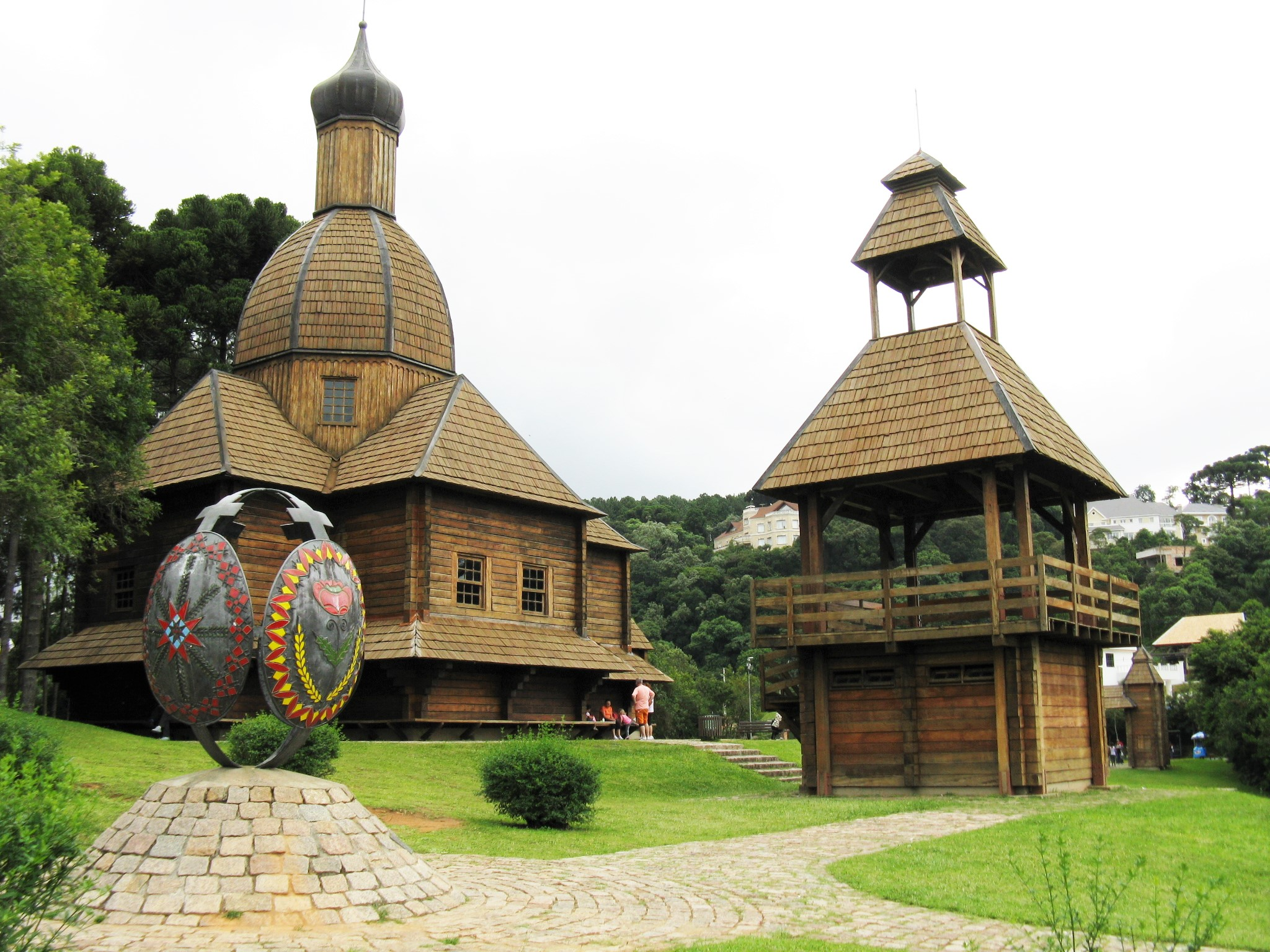
Українська церква в парку Тінгуї, Куритиба
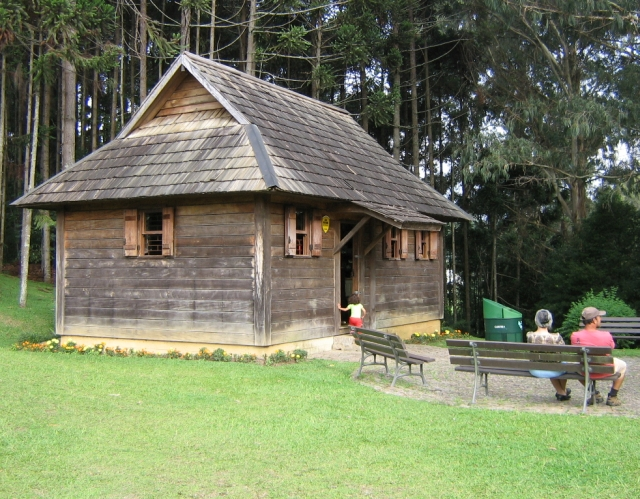
Українська хата в Куритибі
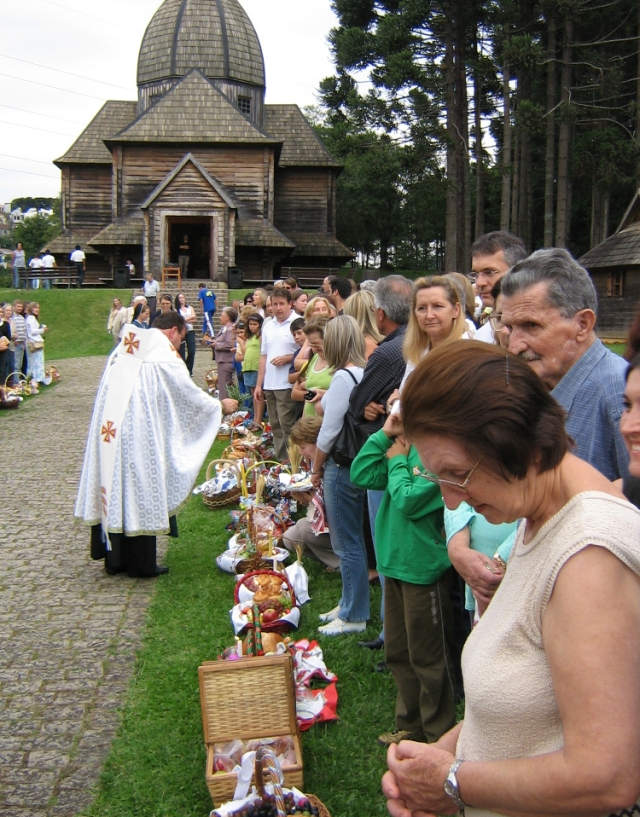
Український Великдень